# Roberto Donadoni
Roberto Donadoni (Cisano Bergamasco, 9 de setembre de 1963) és un entrenador de futbol i futbolista retirat que jugava com a migcampista.
Un puntal del Milan i de la selecció italiana durant una dècada, es compta entre els millors jugadors de la història del futbol en el paper d'extrem.
Com a futbolista, a més d'haver guanyat nombrosos títols amb el Milan, va ser subcampió del món l'any 1994 amb Itàlia, de la qual va passar a ser seleccionador dotze anys més tard, mantenint el càrrec fins campionat d'Europa de 2008.

## Característiques tècniques

### Jugador
Ràpid, intel·ligent, tàcticament dúctil i dotat d'una gran tècnica individual i un sentit de la posició, Donadoni va néixer com a extrem dret, una posició en la qual va poder treure el màxim profit de les seves característiques tot i ser capaç de jugar també per la banda esquerra, al centre o com a migcampista ofensiu.
Migcampista complet i talentós, amb carrera, dribbling excel·lent, visió de joc i esperit de sacrifici, sovint va ser autor de centrades precises des de la banda, atributs que el van fer un assistent eficaç; tot i no tenir un registre especialment prolífic, posseïa un xut precís de llarg abast amb els dos peus.
Michel Platini el va anomenar "el millor jugador italià dels anys noranta" mentre que Franco Baresi, el seu company al Milà, el va incloure en l'onze dels millors jugadors amb els quals va jugar al llarg de la seva carrera.

## Carrera

### Jugador

#### Club

##### Atalanta
Va començar la carrera en l'Atalanta, amb la qual va disputar el campionat juvenil en la temporada 1981-1982 i el de Sèrie B l'any següent (18 presències). L'Atalanta no va aconseguir a pujar de categoria, però Donadoni va continuar a Bergamo, acumulant 26 presències (2 gols) en la temporada 1983-1984, en què el club va classificar-se per a la promoció a la Sèrie A. Amb l'Atalanta Donadoni va disputar després dues temporades de titular en la màxima categoria.

##### Milan
En l'estiu del 1986 va fitxar per l'AC Milan (la primera compra administrada de Silvio Berlusconi) per 10 mil milions de lires.
Després d'una primera temporada per sota de les expectatives, va esdevenir progressivament un pilar del Milan, titular ja fos amb Arrigo Sacchi com amb Fabio Capello, i va acumular una sèrie de triomfs: va guanyar sis scudettos (1987-1988, 1991-1992, 1992-1993, 1993-1994, 1995-1996, 1998-1999), tres Copes d'Europa (1988-1989, 1989-1990, 1993-1994), dues Copes Intercontinentals (1989, 1990), tres Supercopes europees (1989, 1990, 1994) i quatre Supercopes italianes (1989, 1992, 1993, 1994).
Va deixar el club el 1996.

##### Darrers anys
El 4 de maig de 1996 es va traslladar als Estats Units, signant pel Nova York Metrostars.
El 13 d'octubre de 1997 va tornar a l'AC Milan, amb el què va totalitzar 24 presències més, guanyant el campionat el 1998-1999 sota la guia d'Alberto Zaccheroni.
El 30 d'octubre de 1999 va passar a l'Al-Ittihad, a l'Aràbia Saudita, del què va vestir la samarreta per sis mesos i amb què va guanyar el campionat.
Es va retirar de l'activitat professional el 2000.

#### Nacional
Donadoni va ser també, del 1986 al 1996, un punt fixe de la selecció nacional italiana, tant en els anys d'Azeglio Propers (campionat d'Europa 1988 i campionat del món 1990) com en els d'Arrigo Sacchi (campionat del món 1994 i campionat d'Europa 1996).
Va prendre part a gairebé tots els partits jugats per Itàlia al campionat del món com a anfitrió del 1990, saltant només el vuitè de final contra l'Uruguai, a causa d'un infortuni i la final pel tercer lloc amb Anglaterra. En la semifinal perduda contra l'Argentina, acabada als tirs de penal, va ser un dels dos jugadors italians (amb Aldo Serena) que no van poder transformar el llançament.
El 1994, als mundials nord-americans, va ser subcampió del món després de la final perduda (també en els llançaments de penals, però ell no va tirar) amb el Brasil. En total va disputar 63 partits i va marcar 5 gols. Va debutar el 8 d'octubre de 1986, i va disputar el seu darrer de competició oficial amb la selecció el 19 de juny de 1996.

### Entrenador
Partint de la Serie C, va obtenir els millors resultats de la Serie A a Parma, portant l'equip emilià al capdavant de la classificació durant tres temporades consecutives, del 2012 al 2014 i aconseguint un històric sisè lloc i la classificació per a la Lliga Europa a la temporada 2013-14, després frustrada per les dificultats econòmiques del club.

#### Els inicis
Després d'haver obtingut la seva llicència d'entrenador, el 2 de juliol de 2001 es va convertir en l'entrenador del Lecco a la Serie C1. El 3 de desembre, després de la derrota a casa per 2-1 contra l'últim de la classificació, l'Arezzo va ser acomiadat. El 20 de març de 2002 va tornar a la banqueta del Lecco en substitució de l'exonerat Alessandro Scanziani, arribant al 10è lloc. El 22 de juny es va traslladar a Livorno de la Serie B. Va acabar en 10è lloc i el president Aldo Spinelli no el va renovar. El 30 de juny de 2003 va ser nomenat entrenador del Genoa pel nou president Enrico Preziosi, també a la Sèrie B. El 22 de setembre després de tres derrotes en tres partits, va ser destituït i substituït per Luigi De Canio.

#### Livorno
Després d'un període d'inactivitat de més d'un any, el 10 de gener de 2005 va ser cridat per Aldo Spinelli a Livorno en substitució de Franco Colomba. En la seva primera experiència com a entrenador a la Serie A va acabar 9è i el davanter centre de l'equip, Cristiano Lucarelli, va ser el màxim golejador del campionat amb 24 gols. Confirmat al capdavant dels toscans també per a la temporada següent, va dimitir el 6 de febrer de 2006 després de les crítiques que li va dirigir el president Spinelli, deixant l'equip en 6a posició amb 10 victòries, 8 empats i 5 derrotes.

#### Selecció italiana

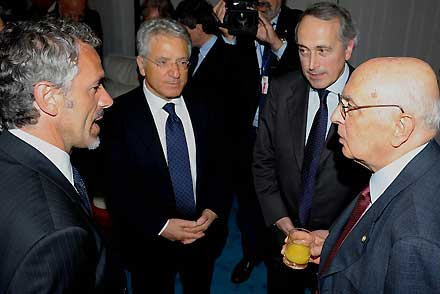
D'esquerra: Donadoni en qualitat de comissari tècnic de la selecció nacional el 2008, amb Matarrese, Avet i Napolitano

El juliol de 2006, després de la dimissió de Marcello Lippi, va passar a entrenar els azzurri campions del món. No va obtenir cap victòria en les primers 3 partits, igualant el record negatiu de Fulvio Bernardini del 1974; de seguida, va aconseguir a millorar les prestacions de l'equip obtenint la classificació per al Campionat d'Europa de 2008 amb un partit de marge. A la guia de la selecció nacional va fer debutar Fabio Quagliarella i Marco Borriello, a més de valoritzar Antonio De Natale, tornar a trucar Antonio Cassano i Christian Panucci.
El torneig continental va veure Itàlia superar la primera ronda, classificant-se segon darrere de Països Baixos. Els campions del món van ser eliminats als quarts de final, batuts als penals per Espanya, que va ser la campiona del torneig. Per mitjà d'una clàusula que en feia posar possible la destitució en cas de caure abans de les semifinals, va perdre el càrrec el juny de 2008.

#### Nàpols
Després de 9 mesos d'inactivitat, el març de 2009 el Nàpols el va cridar per substituir Edoardo Reja. En els restants 11 partits de campionat va totalitzar altres tants punts i només dues victòries (incloent una contra els futurs campions d'Itàlia l'Inter per 1-0), conduint els partenopei al dotzè lloc final amb 46 punts.

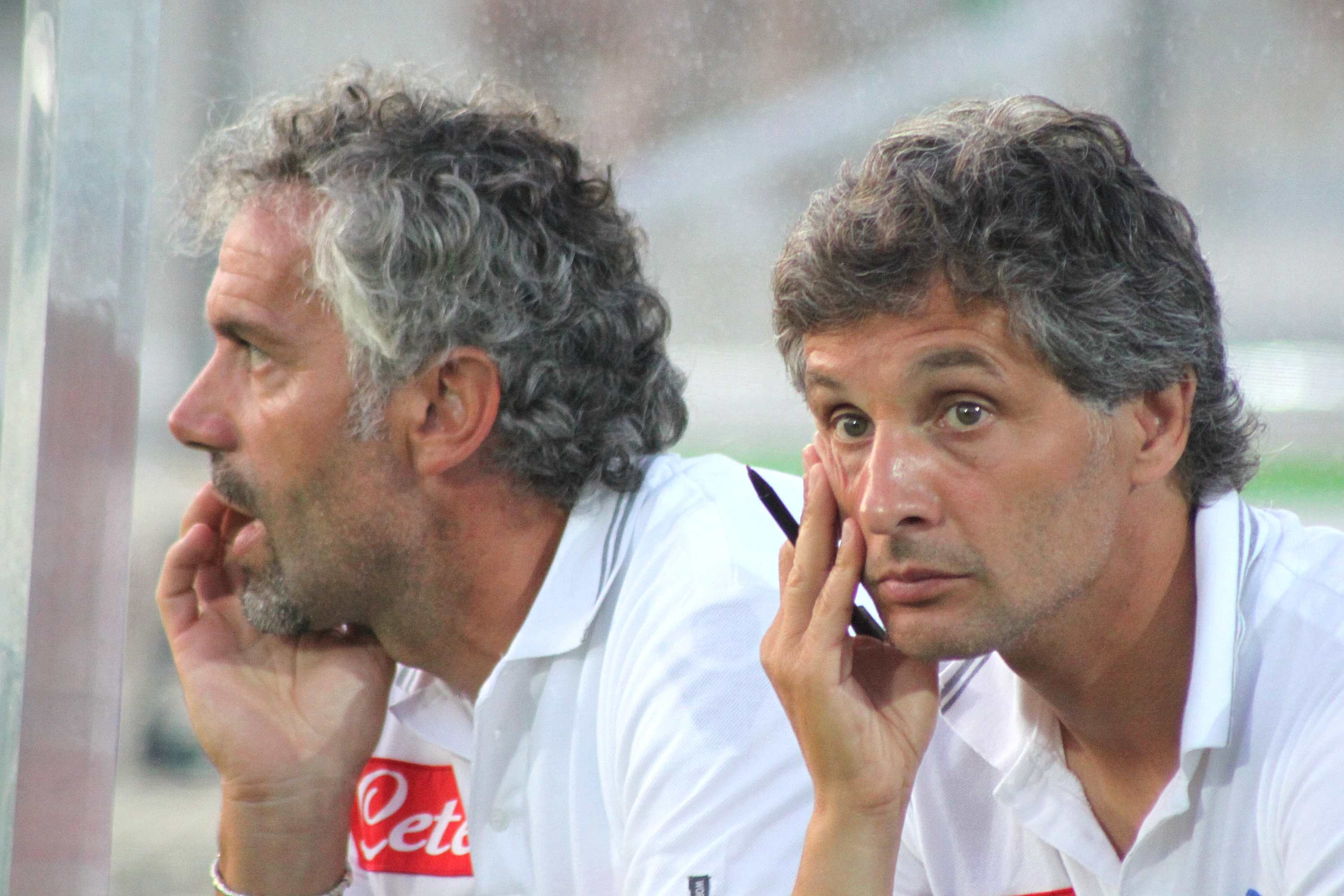
Donadoni (a l'esquerra) a la guia del Nàpols en l'estiu 2009, juntament amb Mario Bortolazzi

A l'inici del torneig 2009-10 va aconseguir 7 punts en 7 partits: l'octubre, va ser rellevat del seu càrrec i substituït per Walter Mazzarri.

#### Càller
El 15 de novembre de 2010 va substituir a Pierpaolo Bisoli a la guia del Càller. Va obtenir de seguida dues victòries consecutives: el 21 de novembre a Brescia (1-2 resultat final) i el 28 de novembre a casa contra el Lecce (3-2 al final del partit). El 5 de desembre de 2010 va patir la seva primera derrota fora de casa contra la Florentina (1-0 el resultat final). Després de gairebé quatre mesos del seu contracte, va obtenir el seu primer empat en el desplaçament contra el Bolonya, amb un gol rubricat en el temps de descompte de l'uruguaià Gastón Ramírez. Va obtenir un 14è lloc amb 45 punts dels quals 34 van ser a l'època de Donadoni en 26 partits (1,30 a partit).
Inicialment confirmat per la temporada 2011-2012, va ser després exonerat el 12 d'agost per desacords amb el president del club Massimo Cellino lligats al mercat i en particular a la fallida adquisició del jugador David Suazo.

#### Parma
El 9 de gener de 2012 va ser contractat com a entrenador de la Parma en substitució de Franco Colomba.
Al debut oficial sobre el banc del Parma, va batre el Siena amb un marcador de 3-1. Al final de la temporada el Parma va quedar en setena plaça empatat amb la Roma amb una puntuació de 56 punts, 36 fets amb ell. La temporada següent va salvar-se amb quatre jornades de marge amb 49 punts.
La temporada del 2013-2014 va totalitzar una puntuació de 58 punts, obtenint el sisè lloc però l'accés a la Lliga Europa li va ser negat per problemes financers.
La temporada següent el Parma no va aconseguir construir un equip a l'altura i va acabar la primera volta amb només 9 punts i el 25 de gener de 2015 va perdre el xoc directe per 2-1 amb el Cesena també aquest amb 9 punts, quedant per tan el darrer en classificació i virtualment descendit. A finals de temporada, el Parma no va aconseguir salvar la categoria i va quedar en darrera posició en el campionat; Donadoni va quedar desvinculat, mentre el Parma va descendir a la Serie D a causa de la seva fallida financera.

#### Bolonya
El 28 d'octubre de 2015 va esdevenir el nou entrenador de la Bolonya, substituint Delio Rossi. Va debutar l'1 de novembre, batent 3-0 l'Atalanta. Amb Donadoni a la banqueta els rossoblu van obtenir bons resultats, en particular les victòries contra Nàpols i Milan i els empats amb la Juventus (que venia d'una sèrie positiva de 15 victòries consecutives), Lazio i Roma. Aconsegueix a conduir l'equip del 18è al 14è lloc, assolint la salvació l'1 de maig amb l'empat per 0-0 amb el Empoli.
Tot i conseguir la permanència amb un bon marge en els següents dos campionats, va ser destituït al final de la temporada 2017-2018.

#### Shenzhen
El 30 de juliol de 2019 va ser oficialitzat el seu nomenament com a tècnic del Shenzhen FC, penúltim en el campionat xinès amb 14 punts en 20 jornades. Al final de la temporada l'equip, penúltim, va descendir. Donadoni continua a banqueta per la temporada següent en la lliga xinesa després de la repesca del club però, després de tres derrotes consecutives i el tercer darrer en la classificació, amb només tres punts en les primeres quatre jornades del campionat, l'11 d'agost de 2020 va ser destituït.

## Palmarès

### Jugador

#### Club

##### Competicions nacionals
- Campionat italià Serie C1: 1

Atalanta: 1981-1982 (ronda A)
- Campionat italià Serie B: 1

Atalanta: 1983-1984
- Campionats italians: 6

Milan: 1987-1988, 1991-1992, 1992-1993, 1993-1994, 1995-1996, 1998-1999
- Supercopa italiana: 4

Milan: 1988, 1992, 1993, 1994
- Campionat saudita: 1

Al-Ittihad: 1999-2000

##### Competicions internacionals
- Copa d'Europa/Lliga de Campions de la UEFA: 3

Milan: 1988-1989, 1989-1990, 1993-1994
- Supercopa d'Europa: 3

Milan: 1989, 1990, 1994
- Copa Intercontinental: 2

Milan: 1989, 1990

#### Individual
- MLS Best XI: 1

1996

### Entrenador
- Premi nacional Andrea Fortunato al millor entrenador: 1

2014
- Premi internacional Giacinto Facchetti: 1

2015

## Palmarès
Orde al Mèrit de la República Italiana
Roma, 30 de setembre de 1991. A iniciativa del President de la República.